# Lysurus
Lysurus — рід горобиних птахів родини Вівсянкових

## Список видів
- Lysurus castaneiceps (Sclater, 1859)
- Lysurus crassirostris (Cassin, 1865)